# Puma (VTT)
Pour les articles homonymes, voir Puma (homonymie).
Le Puma est une famille de véhicule blindé léger italien à roues de combat (Véhicule de transport de troupes) se composant des modèles Puma 4x4 et Puma 6x6.

## Historique

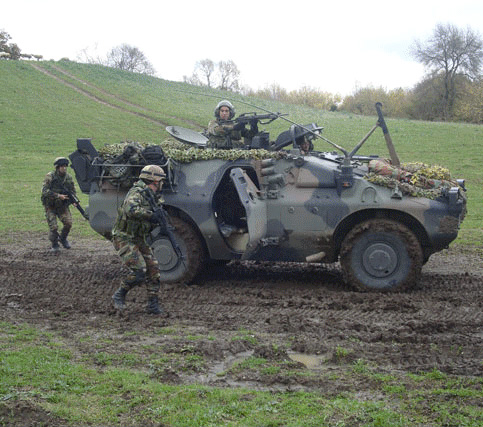
Puma 4x4 de l'armée italienne

Les véhicules ont été développés et sont produits par le consortium italien Iveco-Fiat-Oto Melara pour l'armée italienne. Les premiers prototypes sont achevés en 1988, avec un total de cinq véhicules d'essai en cours d'achèvement en 1990.
Au début, le Puma était destiné à seconder le chasseur de char à roues Centauro B1 en service dans l'armée italienne des régiments de cavalerie, mais aujourd'hui la plupart des régiments d'infanterie de l'armée italienne ont également été équipés de Puma.

Huit régiments de cavalerie et deux des forces spéciales sont équipés avec un total de 330 véhicules 4x4 Puma. les 250 véhicules 6x6 Puma sont en service dans l'armée italienne Lagunari (infanterie de marine) régiment « Serenissima », la brigade parachutiste « Folgore » et les régiments d'infanterie de montagne « Alpini ».
La variante 4x4 transporte six soldats en plus du pilote, la variante 6x6 transporte 8 soldats en plus du pilote.
À la fin de 1999, l'armée italienne a passé commande de 580 véhicules Puma, 250 en configuration 6x6, et 350 en 4x4. Les premiers véhicules ont été distribués à la mi-2003.
En 2007, l'armée italienne commande 19 tourelles contrôlées à distance Hitrole équipées de mitrailleuse de calibre 12,7 mm à Oto Melara et prévoit d'ajouter des blindages supplémentaires sur le véhicule.
Dans l'armée italienne, la variante 4x4 porte deux soldats en plus du conducteur et du tireur, et est utilisé en paire pour la reconnaissance du champ de bataille. La version 6x6 porte quatre soldats en plus du pilote et du tireur, et avec un autre 6x6 Puma, il peut transporter une escouade d'infanterie de huit hommes.

## Utilisateurs
- Esercito italiano (armée de terre italienne)
- Ejército Argentino (armée argentine) :  2 unités pour l’entraînement des casques bleus au Campo de Mayo[2]
- Armée nationale libyenne : 20 donnés par l’Italie en mars 2013[3].

### Autres engins blindés
- Véhicule de l'avant blindé français
- Komatsu LAV japonais
- Otokar Cobra turque